# Прямое действие против наркотиков
Прямое действие против наркотиков (англ. Direct Action Against Drugs, сокращённо DAAD) — неформальное движение представителей криминалитета Северной Ирландии, которое занималось борьбой с наркоманией путём физической ликвидации наркодилеров без суда и следствия и было одним из подразделений Временной Ирландской республиканской армии. Движение брало на себя ответственность за убийства, хотя совершали их непосредственно боевики ИРА.

## Наркодилеры, убитые в промежуток с 1995 по 2001
- Декабрь 1995
  - Мартин Маккрори (англ. Martin McCrory) — мелкий дилер, убит в западном Белфасте в доме на Тёрф-Лодж[3].
  - Крис Джонстон (англ. Chris Johnston) — 38 лет, убит в южном Белфасте около своего дома на Ормо-Роуд[3].
  - Фрэнсис Коллинз (англ. Francis Collins) — бывший член ИРА, убит около своего магазина в северном Белфасте в Нью-Лодж[3].
- Январь 1996
  - Иан Лайонз (англ. Ian Lyons) — был застрелен в своём автомобиле в Лургане, умер на следующий день от полученного ранения[4]
- Сентябрь 1996
  - Шон (Джон) Девлин (англ. Séan (John) Devlin) — убит в южном Белфасте на Френдли-Стрит[4].
- Февраль 1998
  - Брендан Кэмпбелл (англ. Brendan Campbell) — 30 лет, крупный дилер, убит около ресторана в Южном Белфасте[5]
- Май 1999
  - Брендан Джозеф Феган (англ. Brendan Joseph Fegan) — 24 года, один из крупнейших дилеров Северной Ирландии, убит в баре «Эрмитаж» в Ньюри двумя неизвестными (они сделали 16 выстрелов)[6].
- Июнь 1999
  - Пол Дауни (англ. Paul Downey) — 37 лет, выходец из Ньюри подозревался в торговле наркотиками[7].
- Апрель 2001
  - Кристофер «Крики» О'Кейн (англ. Christopher "Cricky" O'Kane) — убит 21 апреля 2001 в Дерри по пути в свой охраняемый дом.